# 南部英夫
南部 英夫（なんぶ ひでお、1939年9月7日～ ）は、日本の映画監督、脚本家。福井県武生市（現：越前市）出身。

## 経歴
福井県立武生高等学校、早稲田大学法学部卒業後、スライド制作会社勤務を経て、1965年に松竹大船撮影所に入社する。入社当時は、かつての最盛期には年間11億を超えた映画人口が、テレビの普及や娯楽の多様化に押されて、3億台にまで落ち込んだ映画のドン底時代だった。入社直後に給料遅配となり、自宅待機などの合理化で撮影所のスタッフは激減した。
学生時代に観た映画「にっぽん・ぱらだいす」（松竹作品）に感銘を受けていたことで、当該作品の監督である前田陽一に師事する。以降、前田作品に加えて、先輩助監督で監督に昇進した田向正健・山根成之監督などの共同脚本に参加する。
1976年「愛と誠・完結篇」で監督デビュー。のちフリーランスとなる。1999年の映画「新・唐獅子株式会社」では、監督の前田陽一が急逝したことで協力監督として現場を引き継ぎ、恩師の遺作の完成に貢献した。

## 監督・主な作品

### 映画
- 愛と誠・完結篇 (1976、松竹、兼・脚本)
- 少林寺拳法 ムサシ香港に現わる (1976、松竹、兼・脚本)
- カラテ大戦争 (1978、松竹・三協映画、兼・脚本)
- 四角いジャングル 最終章 格闘技オリンピック (1982、三協映画、ドキュメンタリー)
- 新・唐獅子株式会社 (1999、アルゴ、協力監督)
- 恋するトマト (2004、製作委員会)

### テレビ
＜読売テレビ/木曜ゴールデンドラマ＞
- 花嫁の母 (1989)
- 再婚家族 (1989)

＜日本テレビ/火曜サスペンス劇場＞
- 六月の花嫁シリーズ結婚指輪 (1989)
- 空白の殺意 (1991)
- 殺人回廊 (1991)
- 淫らな骨 (1993)
- 淫らな奴ら (1995)
- 刑事 (1996)
- 小京都ミステリー、津軽弘前殺人事件 (1997)
- 正当防衛 (1995)
- 当番弁護士 (1999)

＜関西テレビ＞
- おひな様の亡霊 (1978)
- 夢の余白 (1993)
- 喪失 (1993)

＜テレビ朝日/土曜ワイド劇場＞
- ラーメン刑事VSさぬきうどん 美人婦警は敵か味方か？龍鉄平最大の危機！ラーメン評論家殺人事件！（2005）

＜TBSテレビ/月曜ゴールデンドラマ＞
- ハッケヨイ！ (1992、兼・脚本)
- 誰かが私を愛してる (1997)

＜テレビ東京/女と男のミステリー他＞
- 付き馬屋おえん事件帳 (1989)
- 原島弁護士の愛と悲しみ (1989)
- 火の供養 (1995)
- 犬笛 (2002)
- 芸能記者・柳田信吉の挑戦 (2002、兼・脚本)
- 日本一周「旅号」殺人 事件 (2002)
- 寝台特急「はやぶさ」の女 (2003)

＜フジテレビ/月曜ドラマランド＞
- 月とスッポン (1985、兼・脚本)
- 結婚ゲーム (1985、兼・脚本)

### Vシネマ
- 銀玉銀次郎 (1992)
- 仁義1、2 (1992～、兼・脚本)
- 湘南純愛組1～3 (1994～、兼・脚本)
- サーキットの狼 - モデナの剣1、2 (1994)
- ナニワ極道会館 (1996)
- ホストキング (1996)

### 教育映画
- もっとフレンドリーに (1991、東映教育)
- 母たちの応援歌 (1992、東映教育、兼・脚本)
- 三人兄妹 (1994、東映教育、兼・脚本)

## 脚本・主な作品

### 映画（共同脚本）
- とめてくれるな、おっ母さん (1969、松竹)
- 喜劇、日本列島震度０ (1973、松竹)
- あした輝く (1974、松竹)
- スプーン一杯の幸せ (1975、松竹)
- 港のヨーコ、ヨコハマ、ヨコスカ (1975、松竹)
- 坊ちゃん (1977、松竹)
- 神様のくれた赤ん坊 (1979、松竹)
- 大暴れ、清水港 (1981、松竹）

### テレビ
- 白い滑走路 (1974、TBS)
- ディンクスカップル、湯煙り子連れ旅 (1974、TBS)
- 体験時代（1979、東京12チャンネル）
- 西条八十物語 (1981、読売テレビ)
- 真夜中の病室 (1987、日本テレビ)
- 六月の花嫁 - 花婿は殺人者 (1988、日本テレビ)
- 少年アシベ (1991、TBS)
- 不倫調査員・片山由美 1～4(2000～、テレビ東京)